# Good Hope, Botswana
Good Hope är en ort (village) i distriktet Southern i södra Botswana. 